# Dorysthenes planicollis
Dorysthenes planicollis là một loài bọ cánh cứng trong họ Cerambycidae.